# Spitzwinkliges Dreieck
Ein spitzwinkliges Dreieck ist ein Dreieck, bei dem alle Winkel kleiner als 90° sind. Die drei Seiten müssen nicht unterschiedlich lang sein.

## Ausgezeichnete Punkte

Spitzwinkliges Dreieck mit den vier „klassischen“ ausgezeichneten Punkten,, und darüber hinaus der Mittelpunkt des Feuerbachkreises mit dessen neun ausgezeichneten Punkten und der Eulerschen Geraden

Im spitzwinkligen Dreieck liegen die vier „klassischen“ ausgezeichneten Punkte, Umkreismittelpunkt {\displaystyle U} (hellgrün), Schwerpunkt {\displaystyle S} (dunkelblau), Inkreismittelpunkt {\displaystyle I} (rot) und der Höhenschnittpunkt {\displaystyle H} (hellbraun) sowie auch der Mittelpunkt {\displaystyle F} des Feuerbachkreises (beides hellblau), innerhalb des Dreiecks.
Auf dem Feuerbachkreis liegen dessen neun ausgezeichnete Punkte. Im Bild sind dies die Seitenmittelpunkte {\displaystyle J,M} und {\displaystyle O,} die Mittelpunkte der sogenannten oberen Höhenabschnitte {\displaystyle E,K} und {\displaystyle N} sowie die Höhenfußpunkte {\displaystyle D,G} und {\displaystyle L.}
Die Punkte {\displaystyle U}, {\displaystyle S}, {\displaystyle F} und {\displaystyle H} liegen dabei, wie bei allen Dreiecken, auf der Eulerschen Gerade {\displaystyle e} (rot).